# أمادو بيريز
أمادو بيريز (بالإسبانية: Amado Pérez)‏ هو لاعب كرة قدم باراغواياني في مركز مهاجم ‏، ولد في 24 يونيو 1959. شارك مع منتخب باراغواي لكرة القدم. أما مع النوادي، فقد لعب مع سيرو بورتينيو وفيليز سارسفيلد.

## وصلات خارجية
- أمادو بيريز على موقع ناشيونال فوتبول تيمز (الإنجليزية)